# Huayan zong
Die Huayan zong (chinesisch 華嚴宗 / 华严宗, Pinyin Huáyán zōng, W.-G. Hua-yen tsung; Sanskrit: Avatamsaka) in Deutsch auch als Hua Yen- oder Blütenschmuckschule bezeichnet, ist eine im 7. Jahrhundert gegründete Schule des chinesischen Buddhismus.

## Entstehen
Ihre Grundlage bildet das Avatamsaka-Sutra (auch Buddhavatamsakasutra) chin. Huayan jing, ferner die Philosophie der Madhyamika und des Vijñānavāda. Sie ging im Kaiserreich China des 10. Jahrhunderts unter, gelangte aber unter der Bezeichnung Hwaeom jong nach Korea und anschließend nach Japan, wo sie die Bezeichnung Kegon-shū annahm. Die Huayan-Schule stützt sich vor allem auf das Avataṃsaka-Sutra (Das Sutra der Blumengirlanden, chin. Huayanjing). Einige Forscher halten den Qingliang-Tempel im Wutai-Gebirge für den Gründungsort der Schule. Kernlehre dieser Richtung ist die wesensmäßige Verbundenheit und gegenseitige Bedingtheit aller Phänomene sowie in letzter Konsequenz die Aufhebung aller dualistischen Unterscheidungen von Nirvana und Samsara. Die Huayan-Schule hatte in China jedoch keinen Bestand und verschwand bereits während der Nördlichen Song-Dynastie um das 10. Jahrhundert als eigenständige Richtung. In den Nachbarländern wirkt sie jedoch bis in die Gegenwart, als Hwaeom jong in Korea, von wo sie anschließend nach Japan kam und dort den Namen Kegon-shū erhielt.

## Hua-Yen-Patriarchen in China
Das Avatamsaka-Sutra wurde 418–420 erstmals aus dem Sanskrit ins Chinesische übersetzt. Diese Übersetzung in 60 Bänden ermöglichte eine weitere Verbreitung und führte dazu, dass es von vielen Mönchen in China studiert wurde. Eine eigenständige Schule bildete sich vermutlich mit Dushun, dem 1. Patriarchen der Hua-Yen Schule. Es gibt jedoch verschiedene Ansichten, ab wann Hua-Yen als eigene Tradition angesehen werden kann. Denn bis zum 13. Jahrhundert wurden von den fünf Hua-Yen Patriarchen nur die letzten drei schriftlich erwähnt. Als gesichert gilt, dass die ersten zwei Patriarchen zu deren Lebzeiten nicht diesen Titel innehatten, sondern ihn erst nachträglich verliehen bekamen. 

### Dushun (1. Patriarch)
Dushun (chinesisch 杜順 / 杜顺, Pinyin Dùshùn, W.-G. Tu-shun; 557–640) widmete sich sehr intensiv dem Avatamsaka-Sutra und richtete auch seine Praxis ganz auf diese Lehrinhalte aus. Das dürfte der Grund dafür sein, dass er nach seinem Tod den Titel des 1. Patriarchen verliehen bekam.
Er stammte ursprünglich aus Wan-nien. Im Alter von 18 Jahren wurde er Novize im Yin-Seng Tempel. Später reiste er durch das Land und lehrte den Dharma. Zwei wichtige Schriften der Hua-Yen Schule werden Dushun zugeschrieben. In Hua-yen-wu-chiao-chih-kuan werden die buddhistischen Texte erstmals systematisiert (fünf Lehren). In Hua-yen-fa-chieh-kuan-men werden die grundlegenden philosophischen Erkenntnisse des Avatamsaka-Sutras zusammenfassend erläutert.
Einer der Schüler von Dushun war Zhiyan, der spätere 2. Patriarch.

### Zhiyan (2. Patriarch)
Zhiyan (chinesisch 智儼 / 智俨, Pinyin zhìyǎn, W.-G. chih-yen; 602–668) wurde im Alter von 12 Jahren Schüler von Dushun. Er studierte das Avatamsaka-Sutra intensiv und entwickelte die Konzepte von den zehn rätselhaften Toren und den sechs Charakteristiken. 
In den zehn rätselhaften Toren entwickelte er die Sichtweise des Avatamsaka-Sutras zur unendlichen gegenseitigen Durchdringung weiter. Es erklärt, dass sich alle Dharmas gegenseitig enthalten. In jedem Dharma existieren unendlich viele Dharmas. Dieses Konzept kann kurz mit "Alles in Einem, Eines in Allem" umschrieben werden. Damit zeigte er auch eine neue Sichtweise zu den einzelnen buddhistischen Traditionen auf. Hinayana und Mahayana sind nicht etwas unterschiedliches, sondern gegenseitig voneinander durchdrungen. Die Ansicht von Richtig und Falsch löst sich auf. Alles ist Dharma. Damit prägte er den Begriff des einen Fahrzeugs (eka-yana).
Die sechs Charakteristiken sind eine Einteilung aller Phänomene, die laut Zhiyan folgende Eigenschaften haben: das Ganze, das Einzelne, das Gleiche, das Unterscheidbare, das Entstehende und das Vergehende. Zur Erklärung kann folgendes Beispiel herangezogen werden: Ein Land (das Ganze) besteht aus Menschen, Gebieten usw. (das Einzelne). Obwohl diese Menschen Teil des Landes sind, kann man nicht sagen, dass Land und Menschen identisch sind. Auch sind die Menschen unterschiedlich zu den Gebieten. Man kann jedoch sagen, dass Menschen, Gebiete usw. in Beziehung zum Land stehen. Stehen die Teile in gegenseitiger Beziehung und interagieren, so entwickelt sich das Ganze weiter (das Entstehende). Hören die Teile jedoch auf, miteinander in Beziehung zu stehen, vergeht das Ganze. Die sechs Charakteristiken erweitern die Sichtweise der Gegenseitigen Abhängigkeit im Avatamsaka-Sutra.
Zhiyan bekam erst nach seinem Tod den Titel des 2. Patriarchen verliehen.

### Fazang (3. Patriarch)
Hauptartikel: Fazang
Der dritte Patriarch war Fazang (chinesisch 法藏, Pinyin Fǎzàng, W.-G. Fa-tsang; 643–712). Er war ein Schüler von Xuanzang und gilt als bedeutendster Gelehrter der Hua Yen Philosophie.
Er verfasste Kommentare zum damals neu übersetzten Avatamsaka-Sutra in 80 Bänden – konnte seine Arbeit jedoch nicht vollenden. Im Jahr 712 starb er – erst zwei Kapitel des Kommentares waren zu diesem Zeitpunkt fertiggestellt. Nach seinem Tod führte Huiyuan, ein Schüler Fazangs, die Arbeit fort. Die fertiggestellten Kommentare standen jedoch im Widerspruch zu Fazangs Lehren. Huiyuan reduzierte die Einteilung der buddhistischen Lehren von fünf auf vier, indem er die spontanen Lehren exkludierte. Daraufhin wurde Huiyuan aus der Hua-Yen Schule ausgeschlossen.

### Chengguan (4. Patriarch)
Den Titel des 4. Patriarchen erhielt erst Chengguan (chinesisch 澄觀 / 澄观, Pinyin Chéngguān, W.-G. Ch'eng-kuan; 737–838/9), der 26 Jahre nach dem Tod Fazangs geboren wurde. Chengguan studierte das Avatamsaka-Sutra und war ein Schüler von Da-hsien. Er setzte die Arbeit von Fazang fort und inkludierte Chan als Praxis. Chengguan verfasste Kommentare zum damals neu übersetzten Avatamsaka-Sutra in 80 Bänden. Weiters übersetzte er das Avatamsaka-Sutra in 40 Bänden gemeinsam mit Prajna.

### Zongmi (5. Patriarch)
Der fünfte Patriarch war Zongmi (chinesisch 宗密, Pinyin Zōngmì, W.-G. Tsung-mi; 780–841). Er studierte ursprünglich Konfuzianismus. Als er Chan-Meister Tao-an traf, wandte er sich dem Buddhismus zu und wurde sein Schüler. Im Alter von 27 Jahren wurde er Novize im Da-Yuen Tempel und praktizierte Chan-Buddhismus. Später las er Chengguan's Kommentare zum Avatamsaka-Sutra. Daraufhin wurde er Schüler von Chengguan und studierte das Avatamsaka-Sutra mehrere Jahre.
Obwohl Zongmi neben den Hua-Yen Lehren auch viele Chan Elemente in seine Lehren integrierte, wurde ihm der Titel des fünften Patriarchen verliehen.

## Belege
1. ↑  Hans-Günter Wagner: Buddhismus in China. Matthes&Seitz, Berlin 2020, ISBN 978-3-95757-844-0, S. 371 ff.